# Moravané

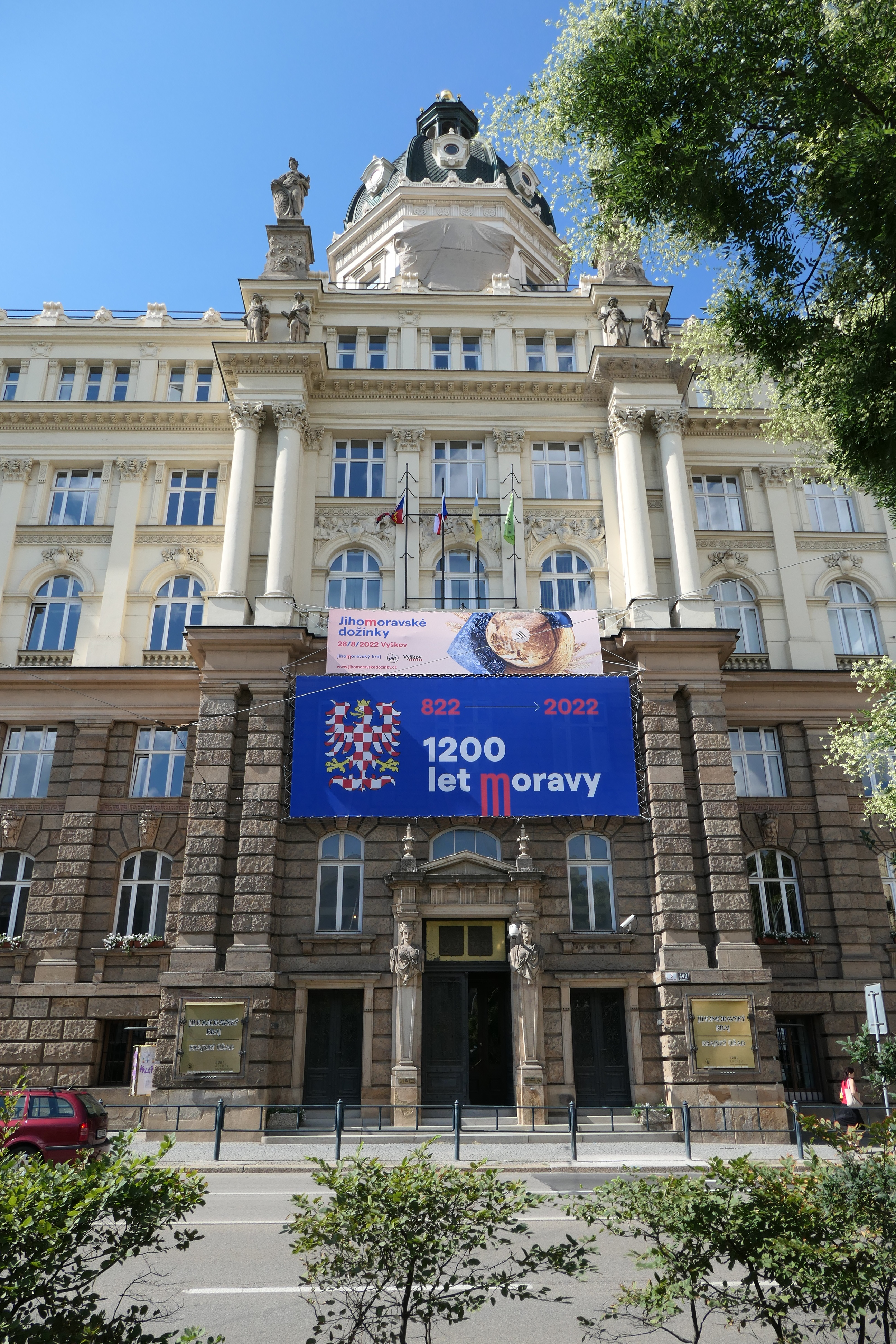
Výročí „1200 let Moravy“ (první písemná zmínka o Moravanech k roku 822), budova Nového zemského domu v Brně

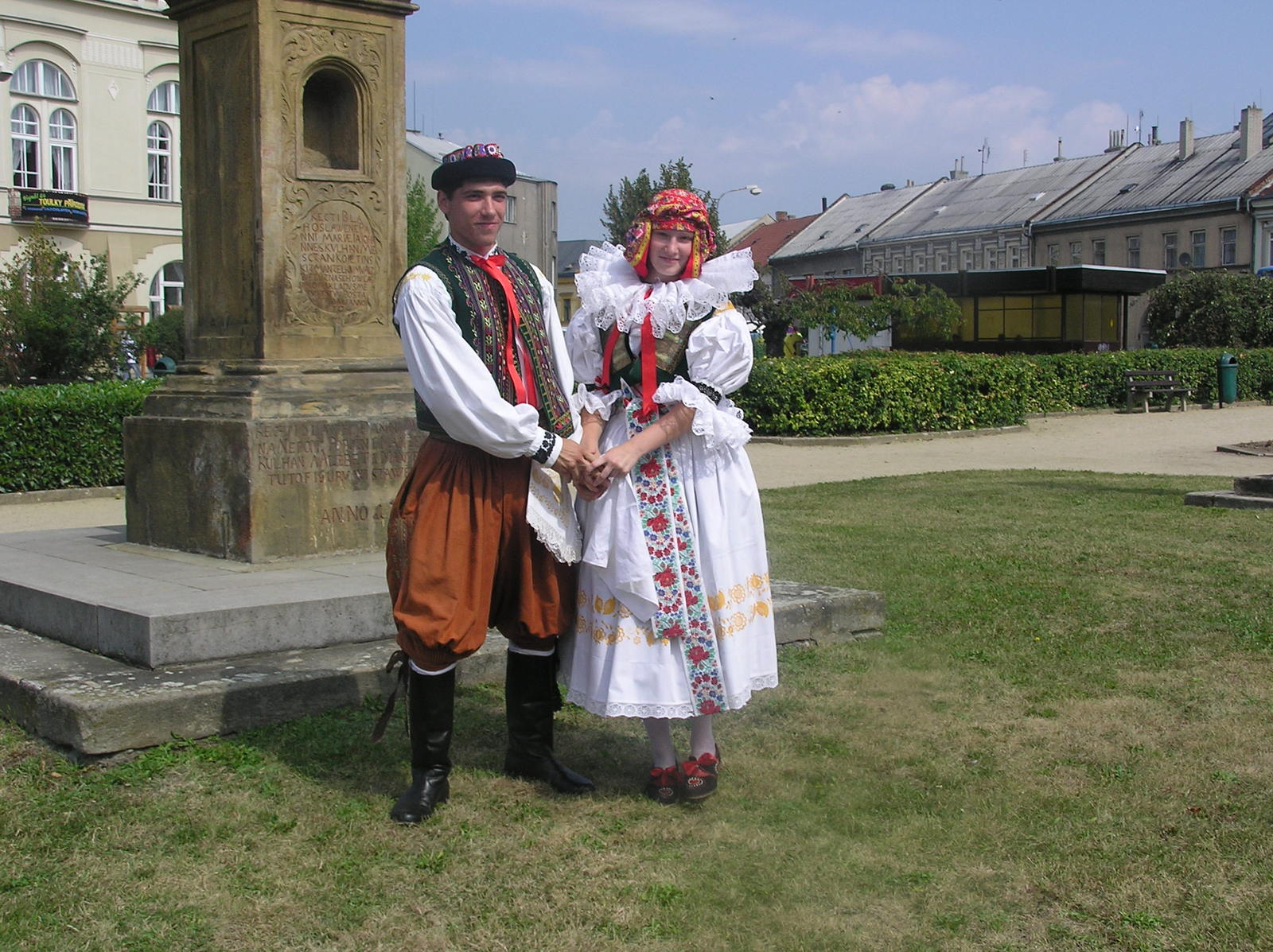
Hanácký kroj

Moravané (lidově také Moraváci, zastarale Moravci, německy Mährer) je označení lidí žijících na Moravě, nebo z Moravy pocházejících, kdy první písemná zmínka o Moravanech pochází z Letopisů království Franků k roku 822. V anglicky hovořících zemích označuje také příslušníky protestantské Moravské církve, duchovních následovníků Jana Husa.
Označení Moravané se po roce 1991 používá i jako označení osob, hlásících se k moravské národnosti a členů stejnojmenné marginální politické strany.

## Geografické označení
Často se toto pojmenování používalo pouze pro slovanské obyvatele Moravy, za Moravany se ovšem označovali též moravští Němci, kteří byli většinou po skončení druhé světové války vysídleni, ale za Moravany se často považují doposud.
Hlavní etnografické skupiny slovanských Moravanů tvoří:
- Horáci – obyvatelstvo na jihozápadě Moravy a na její hranici s Čechami,
- Hanáci – obývající úrodnou střední část Moravy,
- moravští Valaši – v Beskydech, dle některých názorů původem z rumunského Valašska,
- moravští Slováci – považovaní za přechodné obyvatelstvo Moravy a Slovenska,
- Laši – přechodné obyvatelstvo Moravy a Slezska.
- Záhořané – obyvatelé Záhoří

Hlavní etnografické skupiny německých Moravanů byly:
- Dyjané (Thayaner) – jihomoravští obyvatelé Podyjí mezi Znojmem a Mikulovem
- jeseničtí Němci neboli němečtí Horáci – německé obyvatelstvo na moravské straně Jeseníků
- Hřebečané (Schönhengster) – obyvatelé největšího jazykového ostrova na Moravě v okolí Svitav a Moravské Třebové
- Jihlavané, Jihlavci (Iglauer) – obyvatelé Jihlavského jazykového ostrova
- brněnští Němci – obyvatelé Brna a německých vesnic v okolí
- olomoučtí Němci – obyvatelé Olomouce a německých vesnic v okolí
- vyškovští Němci – z Vyškovského jazykového ostrova
- Kravařané – z území Kravařska

Na jižní Moravě obývala několik vesnic menšina moravských Chorvatů, rozptýlená po 2. světové válce násilně zvláště na severní Moravu.
V době konstituování moderního českého národa a ústupu zemských sebeidentifikací v 19. století se česky hovořící Moravané přihlásili k češství, malá část slovanské moravské inteligence však již v této době prosazovala moravskou samostatnost a snažila se o vyvolání jakéhosi moravského obrození. V době německé okupace zbytku českých zemí vystoupila s požadavkem zavedení samostatné moravské národnosti namísto české marginální (150 až 300 registrovaných členů) Moravská nacionální sociální strana. V této době byla naopak část obyvatel východní Moravy, tzv. moravští Slováci, označována organizací Národopisná Morava a vládou Slovenského státu v rámci koncepce tzv. Velkého Slovenska za Slováky.
Jako Moravci se označovalo též obyvatelstvo používající lašské dialekty (tzv. „po našemu“) a žijící v okolí dnešní česko-polské hranice v Horním Slezsku (Hlučínsko, Ratibořsko a Hlubčicko), které se však, zejména na Hlučínsku, orientovalo proněmecky.

## Moravská národnost

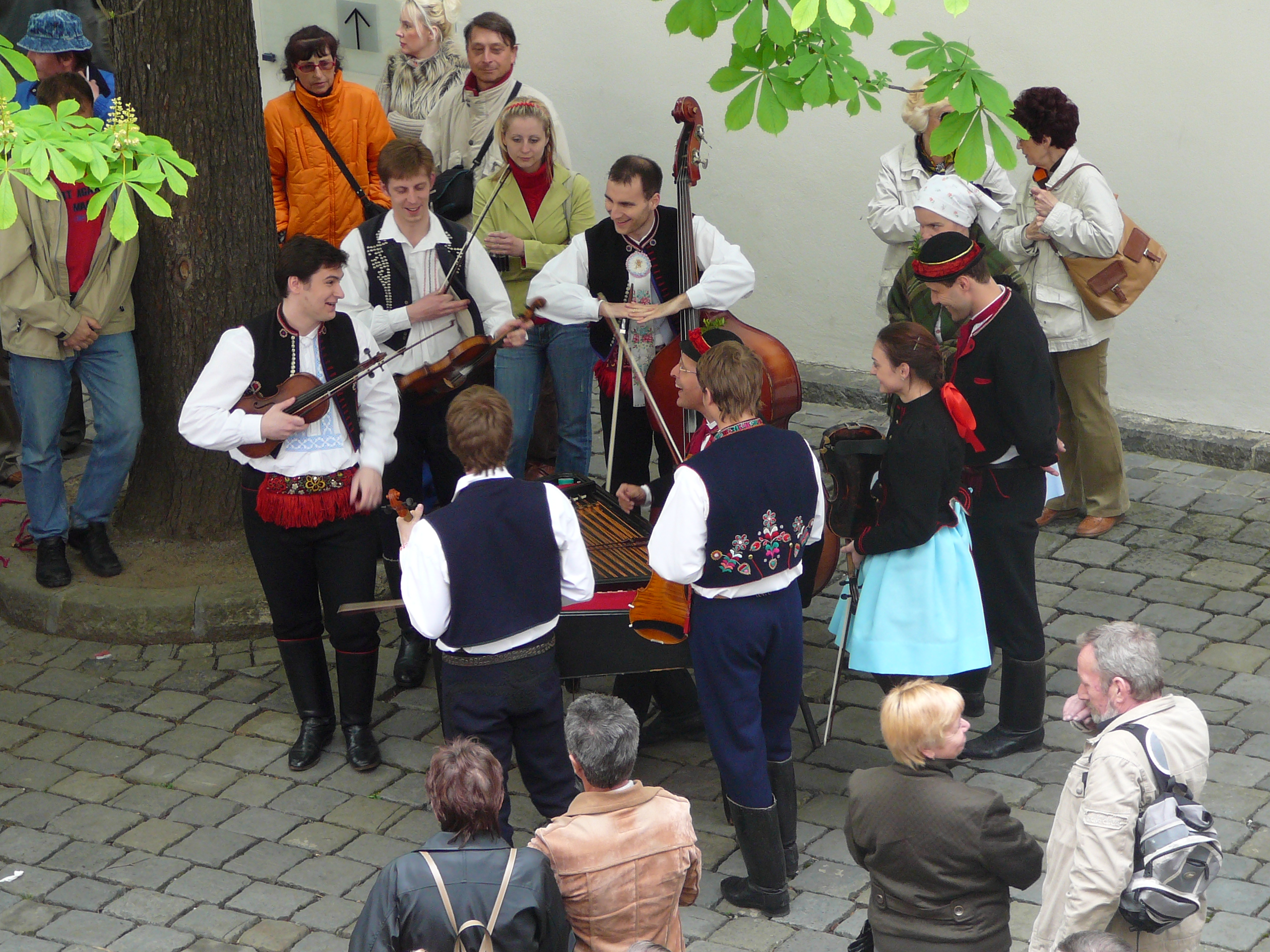
Moravané na slavnostech na brněnském Špilberku

Větší část česky mluvících obyvatel Moravy se hlásí k české národnosti. V roce 1991 se podle ČSÚ oficiální česká národnost rozložila na českou, moravskou a slezskou. Podle závěrů Českého statistického úřadu moravské povědomí bylo do určité míry uměle vyvolané v důsledku medializace moravské národnostní problematiky. ČSÚ toto dokládá velkým rozdílem mezi počty osob hlásících se k moravské národnosti ve sčítáních lidu v roce 1991 a 2001 (v roce 2001 se téměř milion osob, hlásících se v roce 1991 k moravské národnosti opět přihlásil k národnosti české). Moravské povědomí je však v lidech žijících na Moravě pevně zakořeněno, což dokládá nárůst o 250 000 lidí ve sčítání lidu 2011.
Ve vztahu ke sčítáním lidu v Česku představitelé moravistických organizací (Moravské a Slezské informační centrum, politická strana Moravané) vždy požadovali, aby na sčítacích formulářích byla vždy výslovně uvedena národnost moravská a slezská, pro území Moravy a Slezska navíc na prvním místě. Český statistický úřad ve vztahu ke sčítání lidu v roce 2011 na dotazy moravistů uvedl, že je možné moravskou národnost vyplnit a že bude, jako je tomu od roku 1991, zpracovávána odděleně (na rozdíl od československých sčítání lidu, ve kterých nebylo k moravské národnosti vůbec přihlíženo a osoby uvádějící moravskou národnost byli automaticky započítáváni mezi osoby s českou národností). Odmítl však žádost, aby byla moravská národnost ve sčítacích formulářích předvyplněna. Oproti tomu Slovensko zahrnulo možnost volby moravské národnosti přímo do sčítacího formuláře.

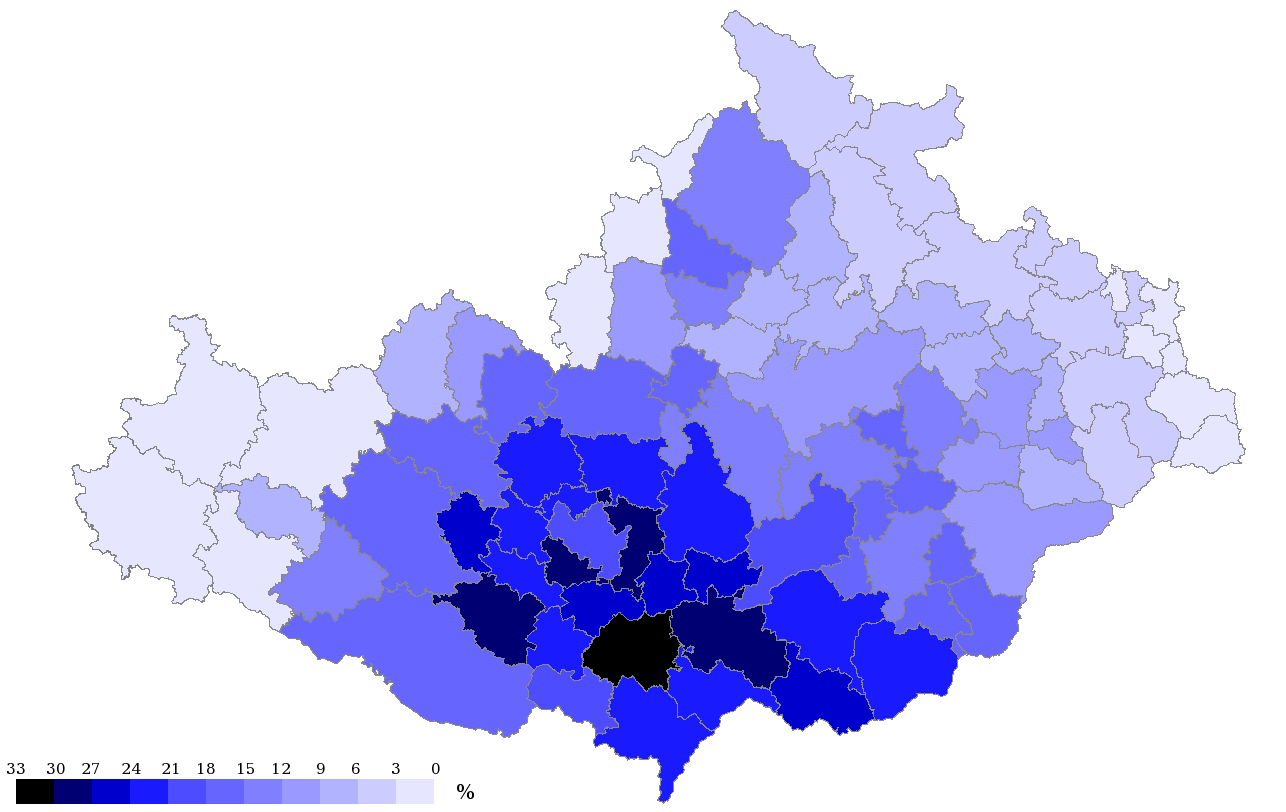
Relativní zastoupení moravské národnosti podle správních obvodů obcí s rozšířenou působností v roce 2011 na území Moravy a Slezska (historická moravsko-slezská zemská hranice není na mapě vyznačena)

Ve sčítání lidu v roce 1991 se k moravské národnosti přihlásilo 1 362 313 občanů České republiky, tj. 13,2 % obyvatelstva. Při sčítání lidu v roce 2001 došlo výraznému poklesu a k moravské národnosti se přihlásilo pouze 380 474 občanů České republiky, tj. 3,7 % obyvatelstva. Ve srovnání s rokem 1991 se při sčítání lidu v roce 2001 přihlásilo téměř milion osob opět k národnosti české, a největší koncentrace obyvatel hlásících se k moravské národnosti byla v Jihomoravském kraji. Podle výsledků Sčítání lidu, domů a bytů v roce 2011 počet obyvatel s moravskou národností ale opět stoupl, celkem se k ní přihlásilo 630 897 obyvatel, což činilo 6,3 % všech obyvatel České republiky. Největší podíl opět zaznamenal Jihomoravský kraj, kde se k moravské národnosti přihlásilo 21,8 % obyvatelstva, dále kraj Zlínský (16,3 %), Olomoucký (12,0 %) a Vysočina (7,0 %).
Na území Moravy a Slezska se k moravské národnosti přihlásilo samostatně 513 555 osob, což tvoří podíl 12,9 %. V kombinaci se na území Moravy a Slezska přihlásilo k moravské národnosti přibližně něco přes 610 000 lidí, což tvoří přibližně podíl 15,3 %.
Ministerstvo spravedlnosti České republiky se vyjádřilo k poslaneckému návrhu novely zákona o národnostních menšinách z 1. června 2021: „Návrh zákona výslovně uzná postavení příslušníků moravské národnosti jako příslušníků národnosti české s tím, že se na ně nevztahuje právní úprava pro národnostní menšiny.“, s tímto zdůvodněním: „Moravané, respektive občané České republiky na Moravě, tvoří součást českého národa a nelze je považovat za jinou než českou národnost ve smyslu zákona o obcích.“. Moravané z toho důvodu podle ministerstva spravedlnosti nejsou národnostní menšinou.
K národnosti moravské se hlásí i respondenti na Slovensku, kde je moravská národnost aktuálně 7. největší národnostní menšinou.

### Volba národnosti v rámci sčítání lidu
Od sčítání lidu roku 1991 se díky získání absolutní svobody volby národnosti (dle Listiny základních lidských práv a svobod je možné si subjektivně zvolit jakoukoli národnost, bez ohledu na její objektivní existenci či neexistenci) začali při sčítání lidu na území České republiky respondenti hlásit i ke zvláštní moravské národnosti. Počty obyvatel, hlásících se ke zvláštní moravské národnosti v následujících sčítáních lidu značně kolísaly a již nikdy nedosáhly čísla z roku 1991 (v roce 2001 došlo ke strmému poklesu, v roce 2011 naopak k mírnému nárůstu a v roce 2021 opět k poklesu). V současné době se k moravské národnosti hlásí celkem 549 373 osob (včetně obyvatel dvojí národnosti), většina obyvatel Moravy se hlásí k národnosti české.
Před sčítáním lidu v roce 2021 byla pro-moravskými aktivisty vedena informační kampaň, která upozorňuje na možnost přihlášení se k moravské národnosti. Část této kampaně (konkrétně plakáty od strany Moravané) se stala pro svůj radikální a xenofobní nádech kontroverzní. Počet osob, hlásících se k moravské národnosti nicméně ve sčítání lidu roku 2021 poklesl (z 630 897 osob na 549 373 osob). Pokles zaznamenaly všechny národnosti s výjimkou slezské.

### Genetické rozdíly
Během mezinárodní studie s účastí lidí z Česka bylo mimo jiné zjištěno, že podoba genetického kódu Evropanů souvisí s místem jejich původu. V rámci této studie byly nad rámec výzkumu vědci izolovány vzorky obyvatel původem z Čech a Moravy. Ve vztahu k odlišnostem mezi příslušníky menších etnik tak bylo zjištěno, že mezi občany Česka pocházejících z Čech a z Moravy existují drobné rozdíly. Příčinou má být rozdílný původ obyvatel Čech i Moravy a velmi usedlý způsob života předků, protože většina obyvatelstva byla v minulosti pevně svázána s půdou.

## Významné osobnosti
Na Moravě se narodilo mnoho významných osobností, které se nějak zapsaly do dějin, mezi ně patří například:
- Jan Antonín Baťa – podnikatel a vizionář
- Jan Amos Komenský – filosof a spisovatel
- Johannes Gregor Mendel – botanik, objevitel zákonů dědičnosti
- Otto Wichterle – vědec a vynálezce kontaktních čoček a silonu
- Tomáš Garrigue Masaryk – první prezident československé republiky

## Středověk

### Do husitských válek
| „                                             | … Morava je země širá a utěšená, oplývající bohatstvím plodů …, obyvatelé vynikají krásou postavy, budící úctu, vážností mravů, muži jsou stateční, bojovníci znamenití, k dvorské službě uzpůsobeni a veškerým pěstováním svých zájmů tomuto světu připodobněni…Přeslavný národ moravský nikoli bojem, ale vírou … se stal národem svatým | “ |
| — legenda O sv. Cyrilu a Metoději z roku 1267 | |   |

Moravané původně byli slovanský kmen sídlící kolem středního a dolního toku řeky Moravy, pravděpodobně až k jejímu soutoku s Dunajem, který si v 7. nebo 8. století zajistil převahu nad ostatními slovanskými kmeny v této oblasti a dal jim své jméno.[zdroj?]

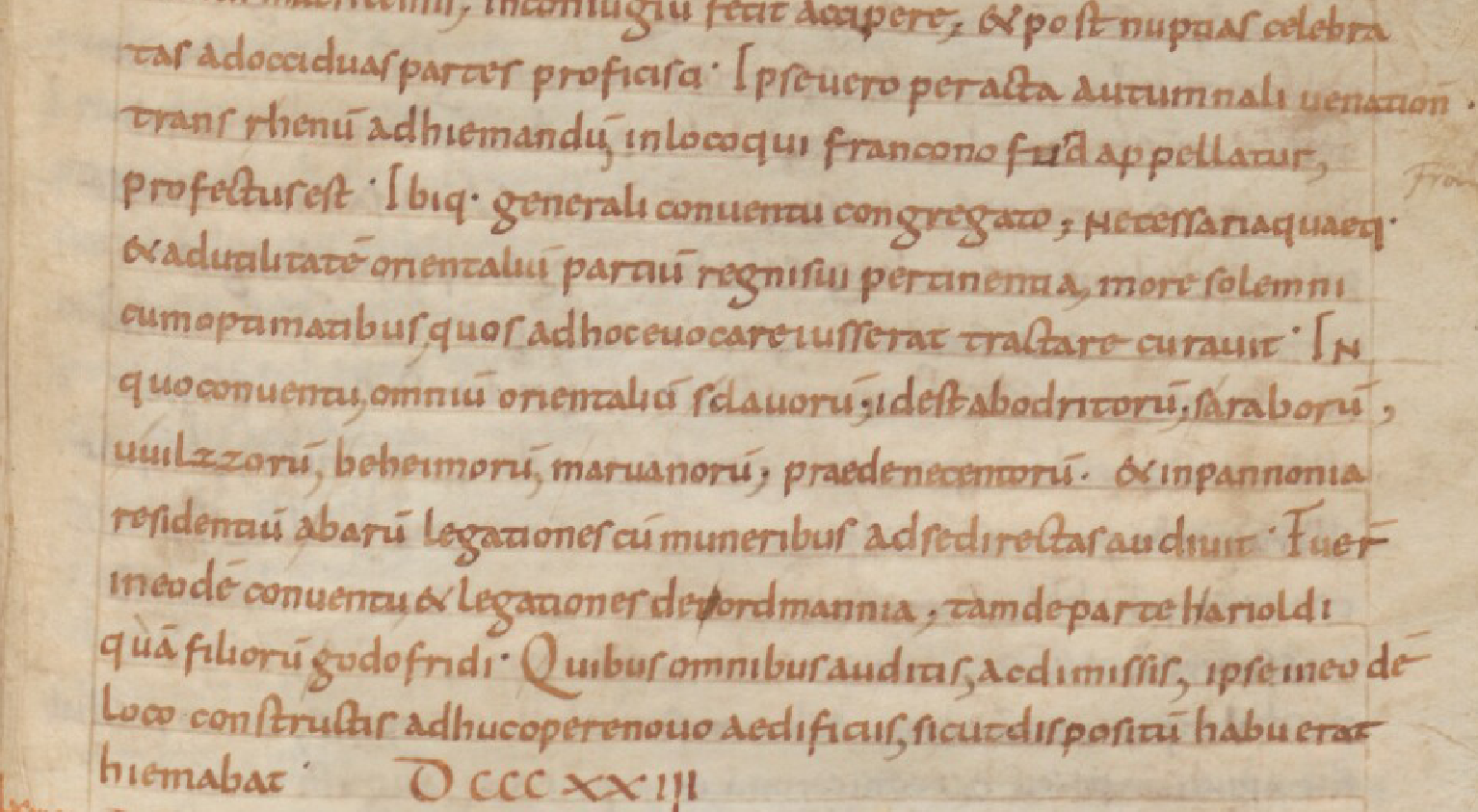
První písemná zmínka o Moravanech k roku 822 zapsána v Letopisech království Franků

V pramenech jsou Moravané poprvé zmiňováni roku 822, kdy jejich zástupci na vyzvání Ludvíka Pobožného přijeli spolu se zástupci ostatních slovanských kmenů usazených při východní hranici franské říše na sněm do Frankfurtu nad Mohanem:
| „                                     | Císař Ludvík...Na tomto sněmu vyslechl vyslance všech východních Slovanů, to jest Obodritů, Srbů, Veletů, Čechů, Moravanů, Praedenecentů a v Panonii sídlících Avarů, kteří k němu byli posláni s dary... | “ |
| — Letopisy království Franků k r. 822 | |   |

Ve státě, který tento kmen v 9. století vytvořil, jméno Moravané označovalo především vyšší, politicky aktivní složku jeho společnosti, která byla nositelem státního vědomí. Identita Moravanů byla tehdy dvoustupňová. Jednak partikulární kmenová, jednak společná slovanská. V listu, jímž žádají byzantského císaře Michala III. o „učitele“, o sobě mluví jako o Slovanech, prosté čadi, nikoli jako o Moravanech. Tyto společenské složky byly otřeseny pádem Velké Moravy, ale nezanikly zcela a do jisté míry uchovávaly moravské povědomí.[zdroj?] Svědčí o tom, že když se Morava dostala do okruhu polské říše Boleslava Chrabrého, vystupovali Moravané značně politicky samostatně.[zdroj?]
Břetislav I., řešící palčivou nástupnickou otázku (5 synů), se ve své závěti rozhodl Moravu zcela nově uspořádat: byla rozdělena na 3 úděly, v nichž měli vládnout mladší synové panovnického rodu. Protože zároveň měli teoreticky nárok na ústřední vládu v Praze (seniorát), byla vlastně Morava jen jakousi přestupní stanicí na cestě mladších Přemyslovců k pražskému knížecímu stolci. Sice stále považována za jednu zemi, ale z objektivního hlediska oslabená, nemohla Morava směřovat ke konstituování středověkého „národa“ tak rychle, jako tomu bylo v Čechách. Označení „Moravané“ v té době označovalo moravská údělná knížata a jejich vojenské družiny. Údělníci se pravděpodobně považovali spíš za Čechy, neboť rozhodující pro ně byla příslušnost k vládnoucímu přemyslovskému rodu, i když jsou náznaky, že Moravu považovali za svou vlast. Skutečné národní vědomí se v té době vyskytovalo zřídka a jen v zárodečné podobě, přesto se však dá soudit, že u vládnoucí vrstvy i v duchovenstvu byli obyvatelé Moravy a Čech považováni za jeden celek.
Cesta vedoucí k odlišování Moravanů od Čechů byla zapříčiněna politickými a hospodářskými změnami konce 12. a počátku 13. století. Tehdy došlo k vymření moravských rodin Přemyslovců a sjednocení Moravy v jeden politický celek. Dotvořila se také vrstva pozemkové šlechty, která pozvolna začala požadovat podíl na moci a během 13. století vytvořila zemskou obec jako reprezentanta moravské země vedle panovníka. Politicky se ve větší míře začala uplatňovat počátkem 14. století v souvislostí s vymřením Přemyslovců a počátkem vlády Lucemburků, kdy sice jednala v součinnosti se zemskou obcí českou, ale pomalu již hájila své vlastní zájmy. Když r. 1323 od markraběte a krále Jana získala potvrzení svých práv, vymohla si, že úřady na Moravě nemohli zastávat cizinci, za něž byli počítáni i Čechové.
Na národní vědomí slovanských Moravanů lze usuzovat i podle pojmenování jazyka. Pojem jazyk se ve středověku užíval do značné míry ve smyslu dnešního národ. Pro Moravany je příznačné, že svůj jazyk nazývali moravský a stejně jej nazývali i obyvatelé Čech. Na Moravě však vznikaly i prameny užívající o jazyku Moravanů označení český. Je však pravděpodobné, že je to vliv němčiny, neboť Němci mezi Moravany a Čechy nerozlišovali (slovanské vesnice v německém osídlení na Moravě se často jmenovaly Böhmdorf (= Česká ves), ale v češtině byly komoleny (Pendorf, Pendrov), nikoli překládány). Bez ohledu na jeho označení se však vytvořil jeden spisovný jazyk společný pro Čechy i Moravu, užívaný jak v literatuře, tak v úředních záznamech. To bylo umožněno častými styky nejvzdělanější vrstvy Moravy i Čech, duchovenstva. Svou roli sehrálo také založení univerzity v Praze, na níž studovala značná část studentů z Moravy a zpět na Moravu přinášela české národní vědomí, jehož významným centrem univerzita byla.

### Doba pohusitská
Za husitských válek byly posíleny jak tendence Moravany a Čechy spojující, tak tendence rozdělující. Slovanští obyvatelé Moravy se k husitské víře přidali ve velké míře a po skončení válek byli s českými souvěrci spojeni nejen samotnou vírou, ale i její organizací (husitské fary na Moravě byly spravovány z Prahy). V následujících desetiletích však na Moravě rostla tolerance mezi husity a katolíky a závislost kališníků na řízení z Čech zeslábla. Úpadek pražské univerzity vedl k tomu, že již pro studenty z Moravy nebyla tak atraktivní a studenti odcházeli na německé protestantské univerzity. Jedině Jednota bratrská vyvíjela činnost způsobem, jako by Moravané a Češi byli jedním národem.
Během husitských válek došlo k dotvoření stavovského principu správy státu. Na správě státu se vedle panovníka začala podílet šlechta (především vysoká), zeměpanská (královská) města a špičky katolické církve (zejména olomoucký biskup). Moravská stavovská obec byla na české nezávislá, jednala na ni většinou nezávisle a dostávala se s ní často i do sporů. Formálně byla Morava od dob Karla IV. lénem českého krále, ale od husitských válek už to fakticky neplatilo; přesto jednala česká stavovská obec s moravskou jako sobě podřízenou, z čehož vznikalo odcizení a pocity roztrpčení. Moravský zemský hejtman Karel starší ze Žerotína vzájemné vztahy charakterizoval slovy: Zdaliž oni nejsou, kteří nás opanovat a sobě podmaniti obmýšlejí, aby sami hlavou a my ocasem království jejich zůstávali?

## Raný novověk
| „                                          | Milé matce mé Vlasti, zemi Moravské jeden z věrných synů jejích — Jan Amos Segeš Nivnický, po otci nazvaný Komenský… | “ |
| — J. A. Komenský (ve spisu Clamores Eliae) | |   |

| „                                                 | Origine Moravus Natione Bohemus | “ |
| — J. A. Komenský (ve spisu Opera Omnia Didactica) |                                 |   |

Protichůdné tendence ve vztahu Moravanů a Čechů se projevovaly též v kultuře.[zdroj?] Během celého středověku byla na Moravě pěstována česká historická tradice – četly a šířily se české kroniky (Kosmova, Zbraslavská a další). Tato tradice pokračovala i v době renesanční; olomoucký biskup Jan Dubravius sám sepsal Dějiny království českého, olomoucká tiskárna vydávala pro prostý lid příběhy vycházející z české historické tradice a na Moravě byla hojně čtena i Hájkova Kronika česká. Ale počátkem 16. století se objevily i zárodky samostatné tradice. Podle ní neměli Moravané nic společného s praotcem Čechem, nýbrž navazují na Markomany. Tato představa vznikla v německy mluvícím učeném spolku Societas Marcomannica v Olomouci, ale začala se šířit i mezi slovanskými Moravany, přejal je i první autor díla zaměřeného výhradně na dějiny Moravy, Bartoloměj Paprocký z Hlohol (původem Polák).

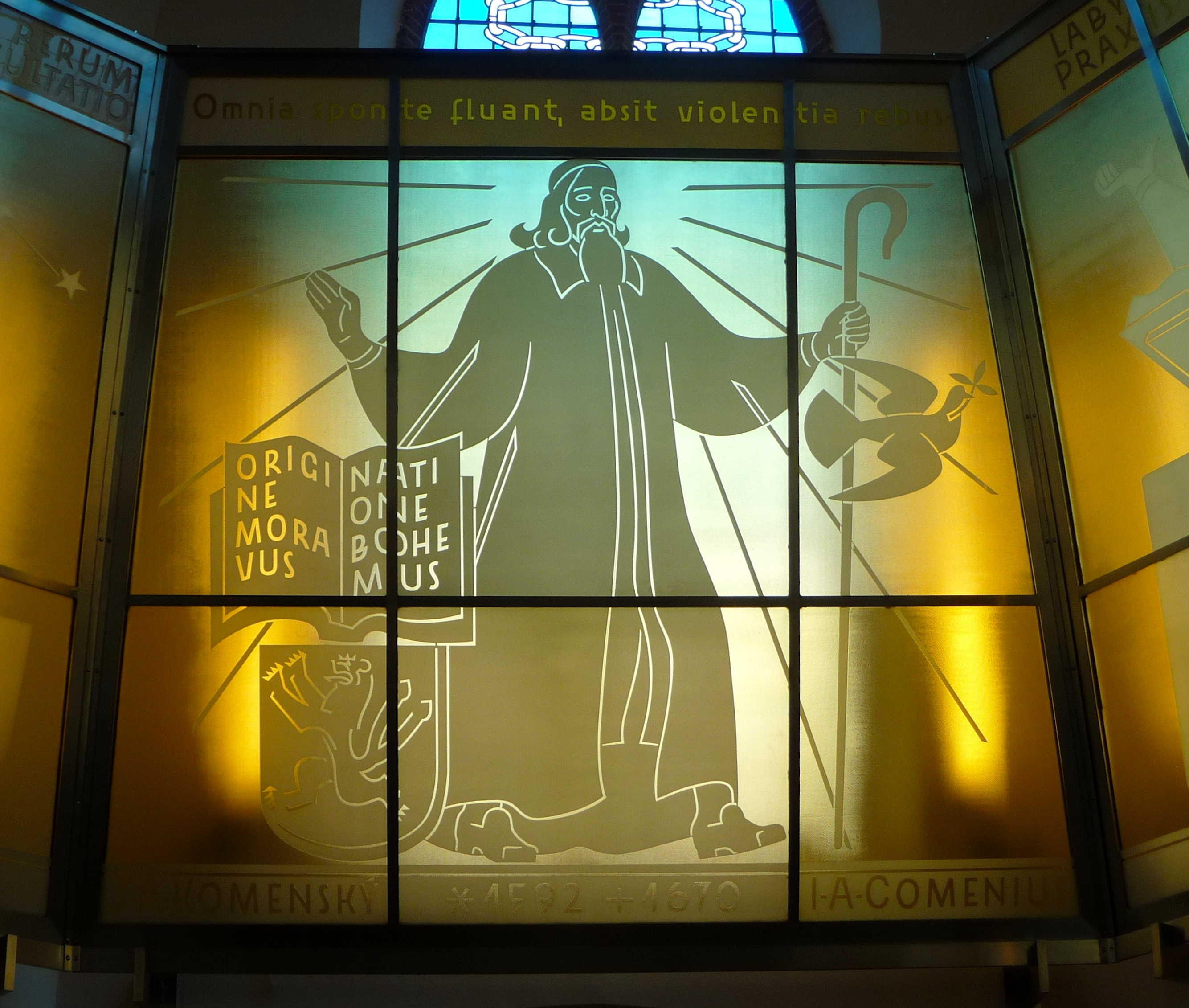
Skleněný panel v Muzeu J. A. Komenského v Naardenu s latinským nápisem „ORIGINE MORAVUS, NATIONE BOHEMUS“ (původem Moravan, národem Čech)

V oblasti pěstování jazyka a literatury však působila tendence opačná. Šestnácté století bylo dobou rozvoje spisovného jazyka a teoretického zájmu o něj. Vznikly první větší gramatiky a slovníky a ty nemohly nazývat jazyk dvěma názvy. Proto se v nich pojmenování český jazyk šířilo na Moravu. Zde významnou roli sehrála Jednota bratrská, pro niž čeština měla mezi ostatními jazyky výsadní postavení. Právě v moravském prostředí Jednoty vznikla nejdůležitější díla starší české literatury (Bible kralická, Grammatika česká (první česká mluvnice), Slabikář český), na nichž měli značný podíl Moravané. Je pravděpodobné, že tyto vzdělané lidi vědomí společného jazyka ovlivňovalo v jejich národním vědomí. Například pro Jana Blahoslava bylo jeho silné národní vědomí založeno především na lásce k jazyku, který pro něj byl český. V jeho Grammatice české je možné najít spojení jako u nás Čechů nebo předkové naši, staří věrní Čechové. Podobně pražský arcibiskup Antonín Brus z Mohelnice, původem z Moravy, sice Moravu nazýval svou matkou, ale zároveň psal v dopisech Pražanům, že vydáváním závadných knih vede k nemalému posměchu národu našemu českému.
Ke svému češství a moravskému původu se vždy hlásil i Jan Ámos Komenský. Pro Komenského byl rozhodujícím znakem národa jazyk. Svůj národ označuje slovy celý národ český a moravský, na tebe, národe český a moravský, vlasti milá, nebo používal i formulaci český národ ve stejném významu. Je například autorem sbírky „Moudrost starých Čechů, za zrcadlo vystavená potomkům“. O své církvi hovoří jako o Jednotě bratří českých. Ve svém díle Unum necessarium se podepsal jako „J. A. Comenius Moravus“, při imatrikulaci do úřední matriky herbornské akademie dne 30. března 1611 Komenský napsal do rubriky „oriundus“ (rodiště) údaj Nivnicensis a do téže rubriky v úřední matrice univerzity v Heidelberku napsal dne 20. června 1613 údaj Nivanus. Jako Nivničan (Niwniczenus) se podepsal roku 1612 také na obou svých tištěných herbornských disputacích, takto podepsal i svou latinskou báseň, věnovanou spolužákovi a příteli Litomilovi ve své tištěné disputaci v Herbornu. Když koupil Komenský v Heidelberku od vdovy po profesoru Christmannovi drahocenný rukopis epochálního díla Mikuláše Koperníka De revolutionibus orbium coelestium, podepsal se nový majitel knihy 17.1.1614 jako „Johannes Amos Nivanus“.
Zejména šlechta měla své vlastní zájmy, které se křížily s politikou šlechty české, a u této šlechty také nikdy není doloženo označení Čech.[zdroj?] V nižších vrstvách pro jednoznačné projevy hlubšího národního vědomí té doby nejsou doklady. Jan Amos Komenský označoval Moravany za „Čechy na Moravě“ (patrně z důvodů jednoty v otázce reformace),[zdroj?] Karel Havlíček Borovský za Hanáky, po kroměřížském sněmu na Malé Hané. Kromě Hanáků na Malé (Kroměřížsko) a Velké Hané (Olomoucko), v té době žily na Moravě také termíny jako Valaši pro obyvatele Valašska a Slováci pro obyvatele Moravského Slovácka, pro dnešní Slovensko se používal výraz „Slovač“. Samozřejmě mezi Moravany patřili početní Němci především na jihu a severu Moravy a také v Brně, Jihlavě a Olomouci.
Výrazným předělem ve vývoji moravanství byla třicetiletá válka. Změny po porážce povstání, k němuž se Morava připojila, vedly k emigraci značné části inteligence a přílivu cizích šlechtických rodů, které se již s novou zemí neztotožňovaly takovou mírou jako rody šlechty předbělohorské. Tak vlastně zmizela vrstva aktivních nositelů moravanství. Na druhou stranu se moravanství rozšířilo do nižších vrstev obyvatelstva – městské kroniky běžně užívaly označení moravský jazyk, ojedinělé doklady smýšlení poddaných ukazují jejich samozřejmé moravské cítění. Protože Čechy byly v té době v podobném úpadku, myšlenky na spojení s nimi se proto neobjevovaly, sounáležitost slovanských obyvatel Moravy a Čech silně upadla. Také vzdělané církevní kruhy působily v moravském duchu: Tomáš Pešina z Čechorodu (rodák z Čech) a Jan Jiří Středovský ve svých kronikách pokračovali ve svébytné dějinné tradici započaté Paprockým, rozvinuli mytické příběhy o původu Moravanů a o jejich prvotních bájných panovnících (položili tak základ zvláštním moravským národním pověstem, které byly částečně ještě rozpracovány v lidovém prostředí během 19. století). Vše vedlo k tomu, že Moravané byli v 18. století považováni za samostatný slovanský národ vedle Čechů, a to nejen na Moravě, ale i v zahraničí.[zdroj?]

## 19. století

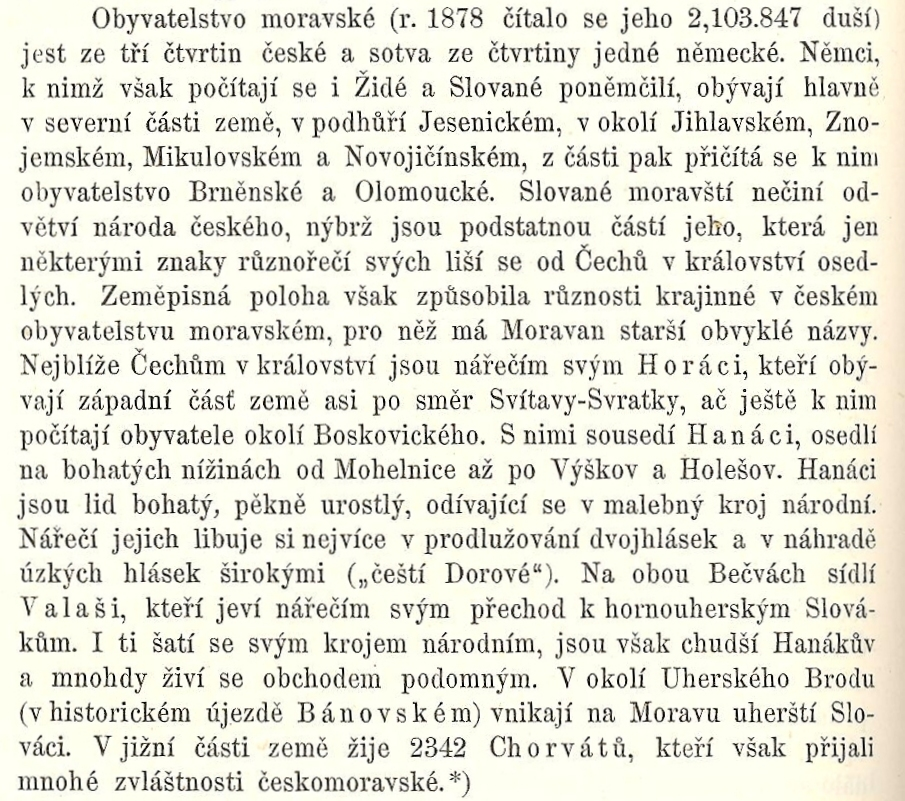
Etnické složení Moravanů v roce 1878

Vlajka Moravy v roce 1848

Ve druhé polovině 18. století, v souvislosti s osvícenstvím, se po Evropě začal šířit novodobý nacionalismus. Snažil se překonat dosavadní stavovské rozdělení společnosti a určité množiny lidí sjednotit na základě jistých znaků v jednotné společenství. Právě toto vedlo v následujících desetiletích ke vzniku novodobých národů v Evropě. V západní Evropě se národ ztotožnil se státem, Němci ve střední Evropě, rozděleni do stovek státečků a rozptýleni po střední a východní Evropě se nemohli opírat o stát, proto položili důraz na kulturu a jazyk. Toto pojetí jejich vlivem ve střední Evropě zdomácnělo.
Během 19. století se rozhodlo, do které národní pospolitosti budou patřit – zda do tradiční moravské zemské, vytvoří vlastní jazykově kulturní společenství nebo do již vytvářené české. První cesta se projevovala tím, že v první polovině 19. století nemělo slovanské obyvatelstvo Moravy velký zájem o společné české postoje a k českému nacionalismu se stavělo chladně. Druhá cesta, která by mohla vést k vytvoření moderního moravského národa, byla ztížena dvěma skutečnostmi: jednak Moravané mluvili podobnými dialekty jako Češi, jejich obcovací řeč byla velmi podobná českému jazyku, což bylo v době zdůrazňování role jazyka považováno za vážnou překážku, jednak – a to bylo asi rozhodující – mělo národní uvědomění slovanského obyvatelstva Moravy velké zpoždění oproti Čechám.
V Čechách se česky psaná literatura rozvíjela už od konce 18. století, hrálo se české divadlo, vědci tvořili české vědecké názvosloví, vznikala umělecká díla oslavující český národ. Naproti tomu na Moravě byli národně aktivní převážně jen Němci; slovanští Moravané byli dlouho národním hnutím nezasaženi, značná část obyvatel, zejména v zaostalejších oblastech na východě, zprvu kategorii národa nepovažovala za důležitou, přednější pro ni byly otázky sociální. Několik málo moravských vlastenců bylo ve své činnosti odkázáno na plody české kultury, protože srovnatelné plody nacionalisticky moravské neexistovaly. Knihy vycházející v „moravštině“ měly výhradně praktický ráz, nesnažily se vzbuzovat jakékoli národní city, na rozdíl od situace v Čechách, kde obrozenci každou činnost (umění, hospodářství, sport) podřizovali národní myšlence.
Opožděnost a nerozvinutost českého národního hnutí na Moravě měla také příčinu v nepřítomnosti centra českého kulturního dění, jakým v Čechách byla Praha. Dvě nejdůležitější moravská města, Brno a Olomouc, sice žila bohatým kulturním životem, ale ten byl orientován převážně německy či zemsky, nikoli česky, v tradičním zemském či německém duchu žila i většina ostatních větších moravských měst. Šlechta na Moravě sice většinou mluvila německy, ale přesto ji národní myšlenky, i německé, nechávaly vesměs lhostejnou. Národní hnutí se nemohlo opírat ani o inteligenci, neboť převážná většina středních škol na Moravě vyučovala německy. Zbývalo mu tedy jen nepříliš vzdělané obyvatelstvo venkova, které se v první polovině 19. století teprve zbavovalo feudálních pozůstatků. Byl to obecnější jev v Evropě 19. století, že se národní hnutí malých národů opozdilo tam, kde se muselo spoléhat na venkov. Na Moravě proto ve větší míře než v Čechách (ale obdobně jako u některých jiných Slovanů) působili v českém národním duchu kněží. Byla to jediná vrstva vzdělaných, kteří nepodléhali germanizaci, ale spíše bohemizaci, neboť podstatou jejich práce byly styky s obyvatelstvem, které německy nehovořilo.

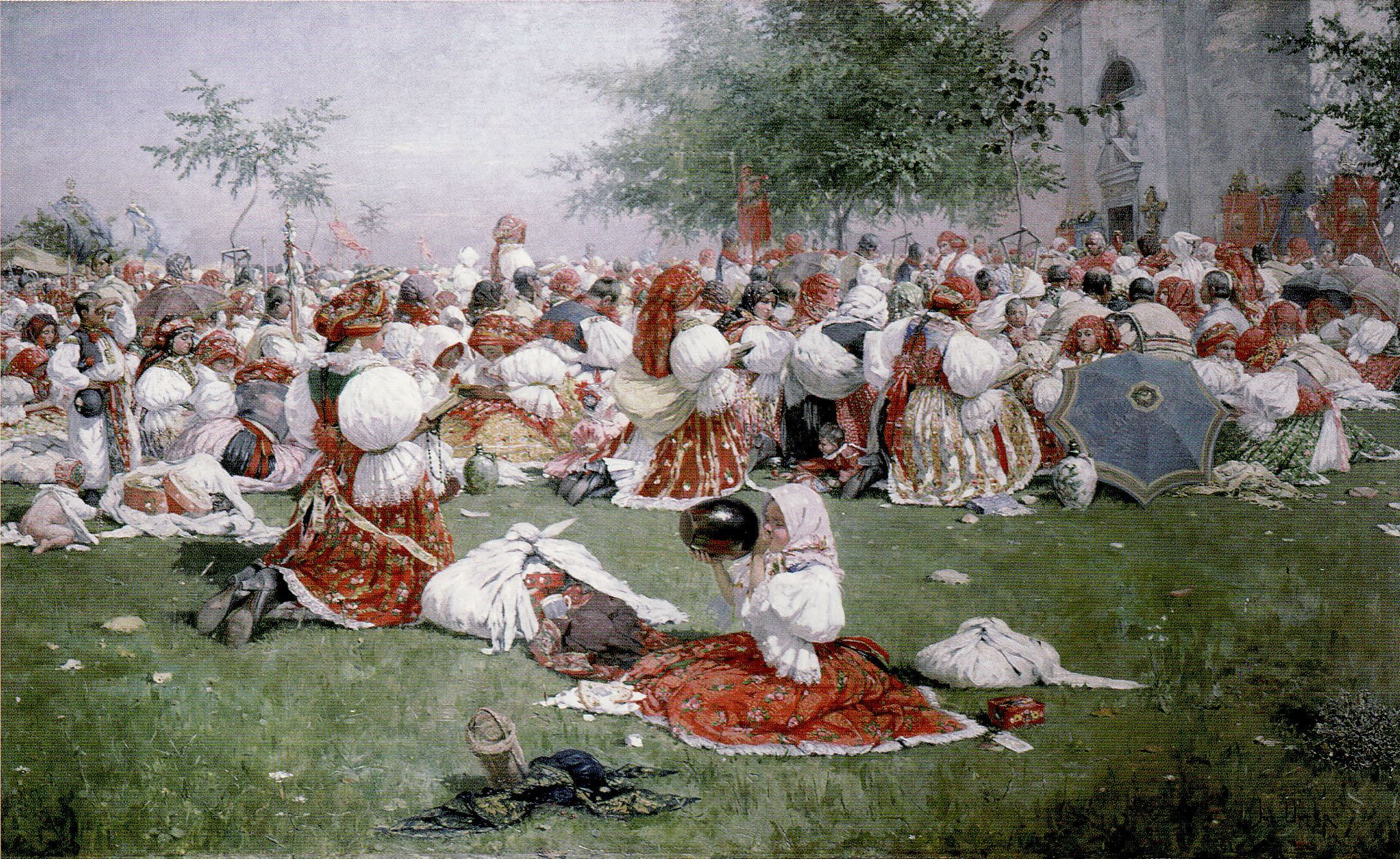
Pouť na Svatý Antonínek koncem 19. století na obraze slováckého malíře Joži Uprky

Slabost a opožděnost českého národního hnutí na Moravě vedla k jeho nesamostatnosti. Vlastenci milující „moravský“ jazyk museli česky psané knihy kupovat převážně v Čechách, protože na Moravě jich vycházelo málo. V případě časopisů a novin pak byli na českou produkci odkázáni výhradně, neboť česky psaná periodika na Moravě nevycházela vůbec; o událostech v Čechách se pak dozvídali rychleji a podrobněji než o událostech na Moravě. Rovněž vlastní literární výtvory museli moravští vlastenci uveřejňovat převážně v Čechách – přispívali do českých časopisů a získávali pro ně také nové moravské čtenáře. Toto počínání samozřejmě nemohlo zůstat bez vlivu na národní smýšlení moravských vlastenců, neboť ti viděli rozdíl mezi vzkvétáním slovanského lidu v Čechách a jeho zaostalostí na Moravě. Nemůže být divu, že se s úspěchy v Čechách ztotožňovali ochotněji než s neuspokojivým stavem Moravy samé. Významnou roli sehrálo také to, že na Moravě působila řada osobností pocházejících z Čech, například František Dominik Kinský, František Dobromysl Trnka, Alois Vojtěch Šembera, František Cyril Kampelík, František Matouš Klácel. Tito čeští vzdělanci byli přesvědčeni, že národní kulturní život na Moravě je zpožděn za Čechami a je třeba mu pomoci; na Moravě působili v českém národním duchu směřujícím k připoutání slovanských obyvatel Moravy k české národněobrozenecké (nacionalistické) ideologii, neboť nikdy nepochybovali, že moravské obyvatelstvo je částí českého národa.
Moravské uvědomění prodělalo během 19. století vývoj, který se dá shrnout do několika fází:
- Nejstarší koncepce byla odvozena od života ve vlastní zemi, vlasti, Moravě. Tato zemská koncepce se blížila západoevropskému (státnímu) pojetí národa. Podle ní byli všichni, kteří obývali Moravu, Moravané, ať mluvili jakýmkoli jazykem. Na zemském sněmu v roce 1848 se prohlašovalo, že na Moravě žije jeden národ, totiž moravský, a ten se dělí na dva kmeny, slovanský a německý. Tato koncepce nemohla přežít rozvoj středoevropského nacionalismu založeného na jazyku a od poloviny 19. století proto ustupovala, ačkoli byla „obcovací řeč“ Moravanů do té doby nazývána „moravským“ jazykem, což našlo svůj odraz i při sčítání lidu (kde byla ve formulářích kolonka „jazyk česko-moravsko-slovenský“). Například poslanec Cibulka na půdě Moravského zemského sněmu v roce 1848 prohlásil: „Češi jsou nám bratři a přátelé, ale musíme pevně držeti od mnoha staletí zachovanou samostatnost a nezávislost.“ Podobného smýšlení byla široká skupina vlivných moravských vlastenců té doby, v čele s Aloisem Pražákem.
- Podobně stará byla koncepce etnicky moravská, založená na představě, že národem byli moravsky hovořící obyvatelé Moravy. Tato koncepce byla hodně rozšířena mezi drobnou inteligencí, která sice uznávala blízkost Moravanů a Čechů, ale odmítala je považovat za jeden celek. Někteří jednotlivci zastávali názor, že Morava má dost síly sama a že se nepotřebuje spojovat ani s Němci ani s Čechy. Zastánci tohoto náhledu jej však nedokázali v 19. století prosadit ve veřejnosti. Odstínem této koncepce bylo zdůrazňování slovanství. Základním celkem v něm bylo Slovanstvo a Moravané podle něj byli jednou z větví slovanského národa, stejně jako například Češi.
- Nakonec nejúspěšnější koncepcí byl názor, že slovanští Moravané hovoří česky, ne moravsky, a jsou proto společně s obyvateli Čech, Rakouského Slezska a někdy i Slovenska součástí českého národa. Tato koncepce byla zprvu na Moravě mimo okruh počeštěných vzdělanců přijímána s nedůvěrou, neboť označení Čech bylo spojeno s obyvatelem země Čechy a nešlo zprvu dohromady s pojmem Moravan. Pojmenování se proto zažívalo pomalu, František Sušil například v dopise v r. 1852 napsal: O Slovácích víte, o jejich vzdornosti proti nám Čechům (tak se nehanbím nazývati, ač jsem sotva jednou v Čechách byl…). Koncepce Moravanů jako části jednoho českého národa nakonec u slovanského obyvatelstva Moravy zvítězila a moravské národní povědomí bylo zatlačeno do postavení zemského vlastenectví. Bylo to dáno jednak skutečnostmi uvedenými výše, jednak silnou aktivitou jejích zastánců, kteří usilovali české národní vědomí rozšířit mezi veškerým obyvatelstvem, tedy počeštit i nečeské obyvatelstvo.

Příklon Moravanů k českému národu se dokončil v posledních desetiletích 19. století, kdy se i na Moravu přenesl bojovný český nacionalismus, nesený přívrženci mladočechů. Projevilo se to také v politice, v níž moravští politici prosazovali již od 60. let tytéž požadavky (české státní právo). Přesto bylo moravanství jistým způsobem živé a proto jakékoli činy českých politiků hrozících ohrozit dosavadní samosprávu Moravy, vyvolávaly na Moravě nevoli.

## 20. století

### První republika
Přelomem ve vývoji moravského vědomí byl vznik československého státu v roce 1918. Jeho vytvoření bylo pro Moravany stejně toužebné jako pro Čechy, zejména koncem války, kdy vídeňské státní úřady odvážely z Moravy proti její vůli potraviny a suroviny. Vyhlášení československého státu v říjnu 1918 bylo na Moravě česky hovořícími obyvateli přijato s nadšením a bylo oslavováno po celé Moravě. Pravomoci zemských úřadů na Moravě (a ve Slezsku) převzal Moravský národní výbor (jako pobočka Národního výboru československého), a to se souhlasem česky mluvících Moravanů. Ti již od konce 19. století svoje češství stavěli nad moravanství a idea samostatného českého státu pro ně byla na prvním místě.
Přesto byl pocit moravanství, byť zatlačený do polohy nenárodní, v Moravanech díky staleté tradici vlastní moravské samosprávy stále živý a i po vzniku Československa očekávali, že moravská země zůstane nějakým způsobem zachována. V českých vládních kruzích však převládal názor, zastávaný již dlouhou dobu (svým způsobem vlastně odpradávna), že Morava je stejně česká jako Čechy a moravská země tedy musí být zrušena, protože je překážkou jednoty českého národa. (K tomuto postoji vydatně napomohla politika vlád R-U, které ve snaze zabránit rozšíření slovanských národních hnutí, prováděly politiku divide et impera – přes opakované žádosti tak nikdy nebylo povoleno správní sjednocení českých zemí, ale ani např. zemí chorvatských.) Státní ministerstva tak již od konce roku 1918 dávala najevo, že s další existenci zemí nepočítají. Takové snahy na Moravě odmítly všechny místní organizace českých politických stran i tisk. Vláda však nehodlala od svého záměru ustoupit a snahu země zachovat označila za „příšeru separatismu“ ohrožující mladý společný stát. A proto definitivní ústava z r. 1920 rušila země a jejich samosprávné orgány, stát měl být rozdělen na župy. Zakázáno bylo dokonce i užívání zemských vlajek. Proti zavedení župního zřízení vznikl odpor nejen na Moravě, ale – z jiných důvodů – i v Čechách, takže byla jeho platnost stále odkládána, až bylo jasné, že se neuskuteční.
Nakonec parlament 14. července 1927 přijal (s účinností od následujícího roku) zákon č. 125/1927 Sb. „o organisaci politické správy“, jíž bylo zemské zřízení v mírně pozměněné podobě zachováno. Podle tohoto zákona byla v rámci Československa sloučena v Zemi Moravskoslezskou Morava se Slezskem, dalšími zeměmi byly Země Česká (Čechy), Země Slovenská a Země Podkarpatoruská (Podkarpatská Rus), jejichž hranice nadále respektovaly historické hranice původních historických zemí. Tyto země však již příliš samosprávné nebyly, fakticky se staly vykonavateli rozhodnutí ústřední vlády. Vláda jmenovala i část zemských úředníků včetně zemského prezidenta. Zemím zákon nepřiřkl příliš pravomocí a některé z přiřčených země ani nenabyly, neboť se jich stát odmítl vzdát. Zemím bylo zakázáno usnášet se o otázkách politického rázu a jejich už tak malé pole působnosti podrývala i existence okresních úřadů, které měly pravomoci přinejmenším srovnatelné, ale přitom byly zcela pod kontrolou státu. Fakticky tedy nejenže správní reforma z roku 1928 neposkytla žádné části Československa autonomii, ale naopak ještě více posílila centralismus. Reakce na ni na Moravě proto dobře vypovídá o smýšlení Moravanů: obnovení země moravskoslezské bylo mezi nimi přijato s uspokojením. Obyvatelé Moravy se v krátké době po roce 1918 zcela ztotožnili s novým státem a začali se považovat především za Čechoslováky; jejich moravanství bylo i pouhým formálním charakterem existence moravské země dostatečně uspokojeno. Vše nasvědčovalo tomu, že splnění nejzákladnější podmínky – pouhé existence moravské země – moravanství dostatečně uspokojovalo a po jejím splnění jinak skomíralo. Přesto nezaniklo úplně, částečně ho přiživovala politika státu, ponechávající Moravě nejmenší možnosti rozhodovat o sobě v celých dějinách (aniž někdo tušil, že v budoucnu nebudou žádné). V některých jedincích to vyvolávalo protičeské pocity; nejznámější případ je Petr Bezruč (sám Slezan), který ve svých básních oslavil připojení Valtic k Moravě, nikoli Československu, a v básni Polská Ostrava se obával o osud moravského národa v ní, nikoli českého nebo československého. Takové případy však byly ojedinělé.

### Druhá polovina 20. století

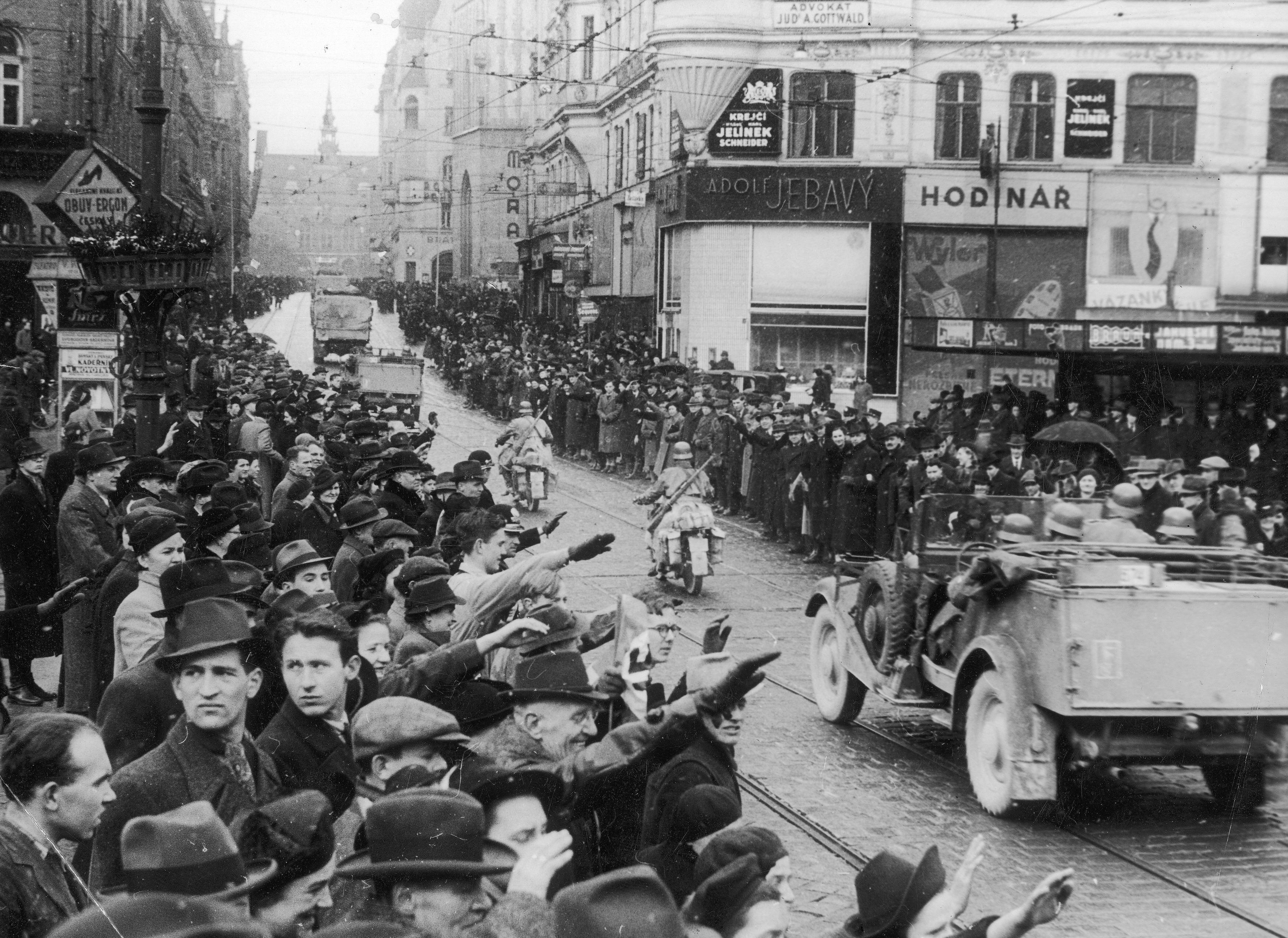
Němečtí obyvatelé Brna vítají 16. března 1939 příjezd německé armády

Druhá světová válka způsobila, že se česky mluvící obyvatelé Moravy a Čech ještě více semkli než dříve. Nacisté považovali všechny Slovany za podlidi, které je třeba germanizovat či vyhubit. Přestálé nebezpečí výrazně upevnilo československé smýšlení česky mluvících Moravanů. Různé spolky například dávaly své češství najevo přívlastkem český ve svém názvu, i když už nebylo třeba rozlišovat mezi českou a německou Moravou. Přesto však zemské orgány v čele s předsedou Zemského národního výboru Františkem Loubalem začaly po válce hájit zájmy Moravy proti centralismu státu s větší rázností, než tomu bylo v období 1. republiky. 18. července 1945 se v Brně sešli představitelé okresních a místních národních výborů a přijali prohlášení, že Morava musí být zachována jako nedělitelný politický, hospodářský a kulturní celek, aby mohla žít svým vlastním životem. Místo jednání, Zemský dům (dnes Nová radnice), byla kromě obvyklých československých a sovětských vlajek ozdobeno i vlajkami moravskými, poprvé od doby, kdy byly v r. 1920 zakázány.
Ve stejné politice prosazování práv Moravy pokračovalo i zemské zastupitelstvo po volbách v říjnu 1945, v jehož čele opět stanul František Loubal – požadovalo zřízení důležitých úřadů, škol či jiných institucí na Moravě, pokud už podobné byly v Čechách nebo na Slovensku, odmítalo snahy přenášet některé instituce z Moravy do Prahy, protestovalo proti diskriminaci Moravy v zásobování základními surovinami, požadovalo silnou finanční a daňovou samosprávu. Rovněž sjezd Národní fronty na Moravě v prosinci 1945 odsoudil státní centralismus a naopak neúměrné zatížení Moravy břemeny a povinnostmi. Chování státu způsobilo, že Moravané se poměrně rychle odklonili od spontánních projevů svého češství bezprostředně po válce ke stále většímu zdůrazňování svých odlišností, poukazem na odlišný lidový svéráz a odlišné historické tradice. Při národopisných akcích se poprvé od vzniku Československa začala zdůrazňovat „duše Moravanů“.
Pražským úřadům se sebevědomí moravských orgánů nelíbilo a jako reakce na ně se začínaly objevovat hlasy požadující zrušení zemského zřízení, údajně nepružného a nákladného, a jeho nahrazení župním zřízením. Pro ostatní strany Národní fronty nešlo o důležitý bod, velmi se však o něj zasazovali komunisté. Jejich zastoupení v Moravskoslezském zemském výboru bylo menšinové, zato však měli většinu ve Slezské expozituře. Pokoušeli se proto nejprve o vytvoření samostatné Země slezské. Zemský národní výbor a hlavně jeho předseda František Loubal však komunistické snaze zabránil. Poté, již od počátku roku 1946 se proto KSČ orientovala na zrušení zemského zřízení. Naopak jeho zachování bránila Československá strana lidová, ostatní strany se k zemskému zřízení stavěly vlažně. Ve volbách 26. května 1946 zvítězili komunisté, a i když v Zemi moravskoslezské získali menší podíl hlasů než v celostátním měřítku, bylo složení Zemského národního výboru obměněno tak, že v něm komunisté získali většinu. Národní výbor se poté změnil z ochránce práv Moravy v poslušný nástroj pražské vlády, jejímž předsedou se stal rovněž komunista Klement Gottwald. Po uchopení moci komunisty v únoru 1948 dostaly plány na zrušení zemí, na Moravě podporované komunisty vedeným Zemským národním výborem, zelenou a 1. ledna 1949 je nahradilo množství malých krajů.
Počáteční období komunistické diktatury vedlo k velkému útlumu moravanství, podobně jako v období druhé světové války. Lidé, kteří se postavili do služeb komunistické strany, neměli na zachování Moravy a jakýchkoli svébytností jejích obyvatel zájem, ostatní museli čelit základním existenčním problémům spojeným se ztrátou základních svobod, udavačstvím, často ztrátou zaměstnání a všeobecným strachem. Otázka postavení Moravy a Moravanů byla odsunuta na okraj zájmu. Moravanství se mohlo opřít pouze o svérázný lidový folklór, který však byl politicky neškodný, protože nebyl celomoravský, omezoval se jen na některé oblasti Moravy; navíc se podporoval pouze folklór slovácký, naproti tomu folklór Hané jakožto symbol bohatého sedláctví byl potlačován. Později se objevila další věc, archeologické vykopávky velkomoravských center v povodí Moravy. Komunistická vláda výzkum podporovala, protože chtěla dokázat vyspělost staré slovanské kultury a dodat tak argumenty své politice vůči Němcům v posledních desetiletích, a Moravané byli zmiňováni jen jako kmen, který byl společným předkem Čechů a Slováků. Na Moravě však vedly výsledky výzkumů k hrdosti na vlastní předky, na svoji zem a její minulost. Ačkoli to vůbec komunisté neměli v úmyslu, vedly k novému sebevědomí obyvatel Moravy a oživení moravanství. Jeho výrazným projevem byla v Brně v r. 1963 zahájená výstava Velká Morava, která se setkala s neobvykle velkým zájmem návštěvníků. Kromě zájmu o moravskou archeologii se moravanství mohlo projevovat ještě ve sportu, jiné projevy již nebyly možné.
Koncem 20. století bylo moravanství přirovnáno k ponorné řece Punkvě – podobně jako ona plyne tiše pod povrchem, ale čas od času se vynoří na povrch. To se stalo také v roce 1968. Již několik let komunistická vláda zmírňovala tvrdost své diktatury a v lednu 1968 došlo i ke změnám ve vedení KSČ. Na tyto změny československá společnost reagovala oživením zájmu o témata, o kterých se dosud nesmělo mluvit a psát. Slováci okamžitě využili uvolněné společenské situace k předložení vlastních politických požadavků a začali volat po federativní přestavbě Československa, v níž spatřovali spravedlivé uspořádání pro svůj národ. Podobné volání však překvapivě zaznělo i z Moravy. Jako asi první, 2. dubna vydali prohlášení pracovníci Moravského muzea v Brně, v němž požadovali obnovu Moravy v souvislosti s připravovanou federalizací Československa. 16. dubna podobné prohlášení vydali jihomoravští a severomoravští novináři na sjezdu v Olomouci. 17. dubna se dokonce ve prospěch obnovení Moravskoslezské země vyjádřil Jihomoravský krajský národní výbor a obdobné názory se objevily i ve vedení druhého moravského kraje, třebaže ten byl zprvu k myšlence Moravskoslezské země spíš chladný. Na Moravě vyvolala otázka obnovení vlastní země velkou pozornost, v její prospěch se vyslovovalo mnoho jednotlivců, ale také celých podniků, různých společenských organizací, mluvilo se o ní na veřejných shromážděních a psal o ní denní tisk. Vznikla diskuse, zda bude lepší moravská země v rámci budoucí České republiky nebo samostatná republika vedle Čech a Slovenska. Mezi lidmi nakonec převážil druhý názor, myšlenka trojfederace. Hlavním zastáncem jejího prosazení se stala v květnu založená Společnost pro Moravu a Slezsko, sdružující zprvu především vědce a umělce, v jejím čele stanul Boleslav Bárta. Společnost okamžitě získala značnou podporu moravského lidu (v srpnu měla 200 000 registrovaných členů v 600 místních výborech po celé Moravě) a organizovala další akce směřující k rozšíření svých názorů na Moravě a také k přesvědčování slovenských a českých politiků a občanů, neboť na Slovensku i v Čechách si moravských iniciativ nevšímali nebo je dokonce považovali za odvádění pozornosti od skutečně důležitých problémů. Bratislavští a pražští komunisté se však již v době největší podpory myšlenek SMS rozhodli, že vytvoří federaci „dvou bratrských národů“, na národnostním principu. Společnost pro Moravu a Slezsko přiznávala, že obyvatelé Moravy a Slezska jsou součástí české národní pospolitosti, ale přesto sociologicky a psychologicky odlišnou větví, která má své specifické hospodářské a kulturní potřeby. Zajištění těchto potřeb však v pražském vedení KSČ nenalezlo pochopení a po sovětské invazi bylo jasné, že se Moravané splnění svých tužeb nedočkají. Společnost pro Moravu a Slezsko se ještě marně pokoušela zajistit alespoň autonomii Moravy uvnitř České socialistické republiky a počátkem roku 1969 začala v Brně vydávat časopis M-týden (Moravskoslezský týden), který si získal mnoho čtenářů, neboť jako jediný psal ve prospěch Moravy v době, kdy již diskuse o Moravě byly potlačovány.
Se zánikem politické svobody se zdálo, že i Morava je odsouzena k zániku. Ještě v listopadu 1969 prohlásil místopředseda české vlády Ladislav Adamec, že specifika Moravy a Slezska jsou dostatečně obhájena řešeními, která zavedli komunisté a že vlastní administrativně správní uspořádání pro ně není možné. O možné samosprávě Moravy (a Slezska) se dále na oficiální úrovni už nemluvilo. Moravanství přesto existovalo dál, nyní poznamenané už druhou křivdou v průběhu dvou desetiletí. Moravané nabyli pocit, že ač se vždy hlásili k českému národu a nechtěli jej rozbíjet, český národ odmítal s nimi mít cokoli společného; dospěli proto k názoru, že své moravské smýšlení zachovají pouze v moravském národě, odlišném od národa českého. Moravanství se tak v myslích některých Moravanů vrátilo k myšlenkám poloviny 19. století, o nichž si již i na Moravě dosud všichni mysleli, že jsou překonány historickým vývojem.
V roce 1968, kdy se značná část Moravanů bouřlivě dovolávala svých odedávna existujících práv na samosprávu, ještě vůbec nikdo nepřišel s myšlenkou moravského národa. Přerod moravského smýšlení byl proto poměrně rychlý, neboť o sobě dával vědět již od počátku 80. let, zatím ne veřejně, pouze v okruhu disidentského hnutí. Jedna ze skupin se vytvořila kolem právníka Miroslava Richtera, který se snažil o obrodu a propagaci moravského uvědomění v souvislosti se svou silnou katolickou vírou. Lidé, zejména mladí, kteří s ním spolupracovali, již byli zaměřeni moravsky národně. Koncem 80. let se vytvořila další skupina kolem rovněž mladých lidí vydávajících brněnskou verzi samizdatového časopisu Střední Evropa. Již v prvním čísle vyjádřili záměr zabývat se moravskou identitou a otiskli studii básníka Zdeňka Rotrekla Existence Moravy ve střední Evropě. Téma vyvolalo překvapivě velký zájem čtenářů, z nichž někteří zveřejnili i své příspěvky. Shodli se v nich, že existuje „moravský životní pocit“, „moravanství“, jen menšina z nich se však přihlásila k existenci moravského národa. Mezi českými čtenáři časopisu téma Moravy vyvolalo pobouření a obvinění (z hlediska Moravanů nespravedlivé), že se brněnská redakce místo aktuálních problémů věnuje přežitým tématům dávné minulosti.

### Po roce 1989
Již v prvních dnech po listopadovém převratu Miroslav Richter v Brně založil Moravské občanské hnutí, vzápětí obnovil po dvacetileté přestávce Společnost pro Moravu a Slezsko Boleslav Bárta; možnost, že by obě hnutí spolupracovala, ztroskotala na neshodách obou vůdců. Moravské občanské hnutí také vydávalo občasník „Moravské listy“. Větší ohlas získalo Bártovo hnutí, na rozdíl od MOH také výrazné zastoupení ve volbách v červnu 1990 do federálního i českého parlamentu. Za něj zvolení poslanci navrhli obnovení zemského zřízení, to však bylo zamítnuto. Členové Moravského občanského hnutí na volební neúspěch reagovali odchodem z něj. Nechtěli však vstupovat do Společnosti pro Moravu a Slezsko, protože ta odmítala myšlenku moravského národa, s níž se ztotožnili. Založili tak Moravskou národní stranu, čímž vznikla poprvé ve 20. století organizace hlásající myšlenku moravského národa.
Na Moravě o sobě přívrženci názoru o moravském národu dávali v menší míře vědět již od konce roku 1989 a během roku 1990, do výraznějšího povědomí obyvatel Československa se však dostali až se zveřejněním výsledků sčítání lidu, které se konalo koncem března 1991. V něm se ke svému přesvědčení přihlásili lidé, kteří doposud nevyvíjeli viditelnou veřejnou aktivitu. Do té doby zdánlivě jednotná česká národnost se tak, podle závěrů Českého statistického úřadu do určité míry uměle v důsledku medializace moravské národnostní problematiky, rozložila na českou, moravskou a slezskou. Pravdou ovšem je, že po celou dobu Československa nebylo k moravské ani slezské národnosti vůbec přihlíženo a Moravané a Slezané byli automaticky započítáni mezi Čechy. Ve sčítání lidu v tomto roce se přihlásilo k moravské národnosti 1 362 313 občanů České republiky, tj. 13,2 % obyvatelstva, více než 50% podíl obyvatelstva měla v okresech Blansko, Brno-město, Brno-venkov, Břeclav, Hodonín, Kroměříž a Vyškov. Moravská národnost přitom nebyla uvedena v demonstrativním výčtu národností ve sčítacích arších.

## 21. století

Kraje a historické země České republiky

Dne 1. ledna 2000 nabyl účinnosti Ústavní zákon o vytvoření vyšších územních samosprávných celků schválený 3. prosince 1997. Hranice nově vzniklých celků, v hrubých rysech kopírující původní členění z dob komunistického Československa, opět nerespektují tradiční zemské hranice. To se nejvýrazněji projevuje u kraje Vysočina, rozkládajícího se zhruba stejným dílem na historických územích Čech a Moravy, dále začleněním Svitavska do kraje Pardubického a Dačicka ke kraji Jihočeskému.
V červenci roku 2000 oslovil Petr Uhl, předseda Rady vlády pro národnostní menšiny, vládu Slovenské republiky s požadavkem na vyřazení Moravanů ze seznamu státem oficiálně uznávaných menšin. Slovenská vláda však žádosti nevyhověla a moravská národnost nadále zůstává oficiálně evidovaným údajem. V roce 2011 se k moravské národnosti na území Slovenska přihlásilo 3286 osob (0,1 %). Moravskou menšinu v Radě vlády Slovenské republiky pro národnostní menšiny a etnické skupiny zastupuje občanské sdružení Moravský kultúrny zväz, založené v roce 2007.
Při sčítání lidu v roce 2001 se k moravské národnosti přihlásilo 380 474 občanů České republiky, tj. 3,7 % obyvatelstva. Ve srovnání s rokem 1991 se při sčítání lidu v roce 2001 přihlásilo téměř milion osob opět k národnosti české. Největší koncentrace obyvatel hlásících se k moravské národnosti byla v Jihomoravském kraji, nejvíce v okresech Brno-venkov a Blansko. K moravské národnosti se hlásili více muži než ženy. Nejmenší podíl měla moravská národnost ve věkové kategorii nad 75 let a více, největší podíl ve věkové kategorii 15 až 24 let a 45 až 59 let.
Otázka samostatné moravské národnosti, odlišné od národnosti české, bývá spojována se snahami o obnovu moravské samosprávy. Politická strana Moravané proto požadovala, aby ve sčítání lidu v roce 2011 byla moravská národnost výslovně uvedena na sčítacích arších. V souvislosti s množícími se dotazy od obyvatel a zájmových hnutí na otázku moravské národnosti při sčítání obyvatel v roce 2011 vydal ČSÚ tiskovou zprávu, že … do sčítacích formulářů je možno vyplnit jakoukoliv národnost, včetně moravské.
Podle předběžných výsledků Sčítání lidu, domů a bytů v roce 2011 počet obyvatel, hlásících se k moravské národnosti oproti roku 2001 vzrostl na 522 474 osob. Podle zdrojů se k ní celkem přihlásilo 630 897 obyvatel, což činí 6,7 % všech obyvatel České republiky a přibližně 18 % obyvatel Moravy, přičemž z uvedeného počtu 630 897 si jako jedinou moravskou národnost uvedlo 522 474 osob a zbylých 108 423 osob si uvedlo moravskou národnost v kombinaci s jinou národností.
Podle výsledků Sčítání lidu, domů a bytů v roce 2021 počet obyvatel výlučně se hlásících k moravské národnosti oproti roku 2011 poklesl na 359 621 osob. Celkem se k moravské národnosti přihlásilo 556 641 obyvatel, přičemž v kombinaci s jinou národností tak učinilo 197 020 obyvatel.

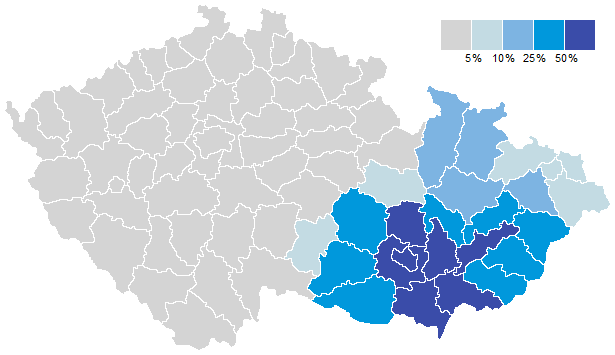
Podíl osob hlásících se k moravské národnosti roku 1991
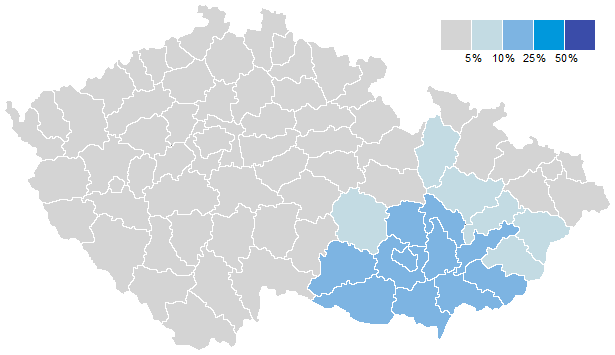
Podíl osob hlásících se k moravské národnosti roku 2001
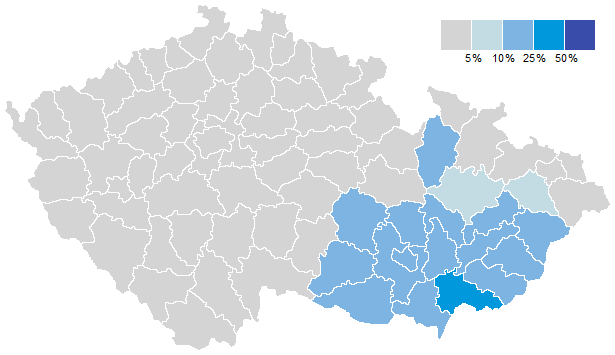
Podíl osob hlásících se k moravské národnosti roku 2011
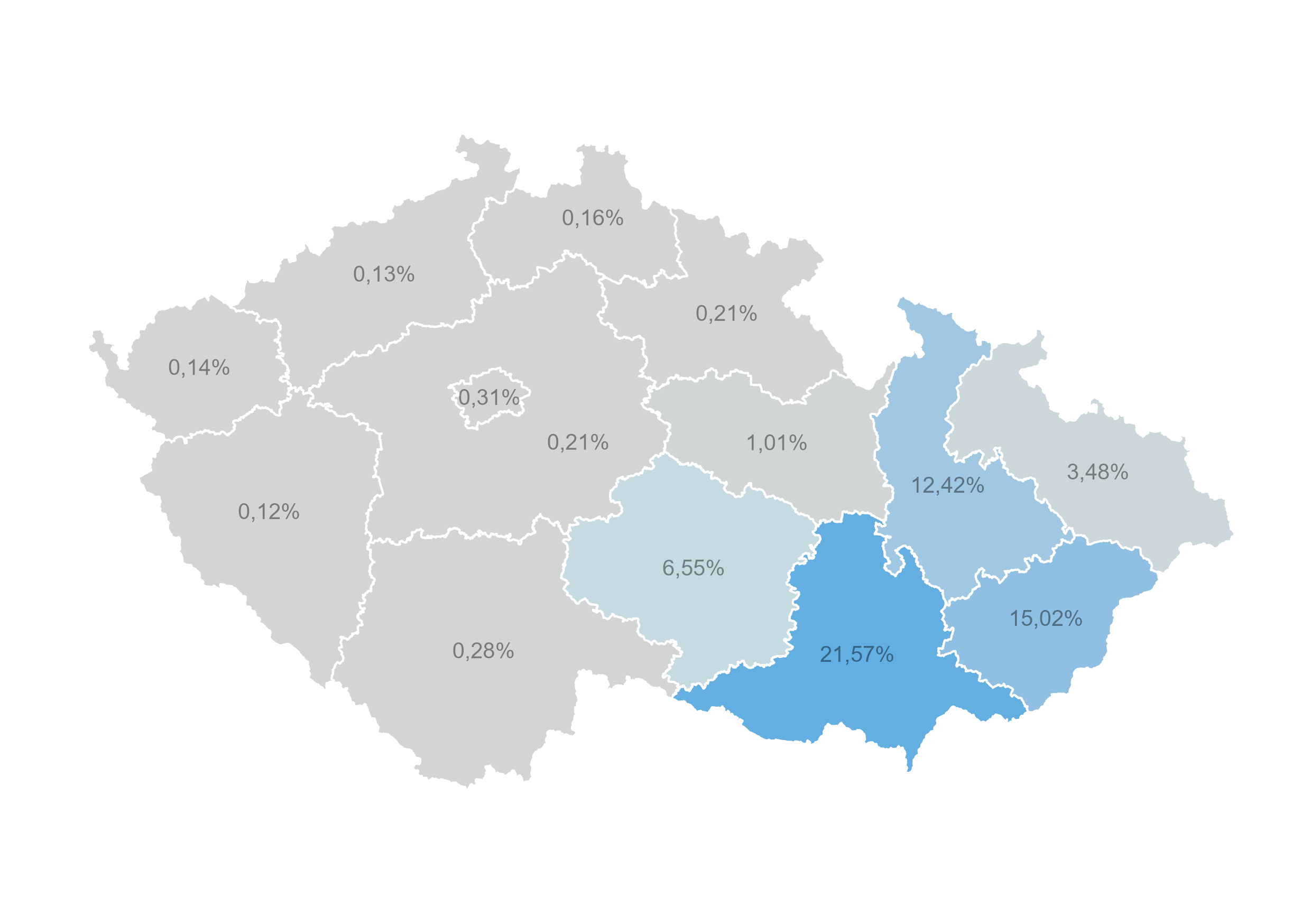
Podíl osob hlásících se k moravské národnosti roku 2021